# يوسوكي اوكادا
يوسوكي اوكادا (باليابانية: 岡田優介) مواليد 17 سبتمبر 1984 في اليابان، هو لاعب كرة سلة ياباني. يبلغ طوله 6 قدم 1 بوصة (1.9 م). يلعب مع فريق تويوتا ألفارك طوكيو.

## روابط خارجية
- يوسوكي اوكادا على موقع الاتحاد الدولي لكرة السلة (الإنجليزية)
- يوسوكي اوكادا على موقع دوري كرة السلة الياباني للمحترفين (اليابانية)
- يوسوكي اوكادا على موقع كرة السلة الأوروبية.كوم (الإنجليزية)
- يوسوكي اوكادا على موقع ريلجم (الإنجليزية)
- يوسوكي اوكادا على موقع بروبوليرز (الإنجليزية)